# 内エナメル上皮
内エナメル上皮（ないエナメルじょうひ）は歯の発生時期において、エナメル器の歯乳頭に最も近い側にある細胞の層の事。鐘状期に出現する。この内エナメル上皮の細胞がエナメル芽細胞に分化し、エナメル質を形成する。
外エナメル上皮と連結する部分はcervical loopと呼ばれる。